# Dina Aulia
Dina Aulia (* 3. August 2003) ist eine indonesische Hürdenläuferin, die sich auf die 100-Meter-Distanz spezialisiert hat.

## Sportliche Laufbahn
Erste internationale Erfahrungen sammelte Dina Aulia im Jahr 2022, als sie bei den U20-Weltmeisterschaften in Cali mit 13,44 s im Halbfinale über 100 m Hürden aus. Im Jahr darauf belegte sie bei den Hallenasienmeisterschaften in Astana in 8,24 s den fünften Platz über 60 m Hürden und im Mai gewann sie bei den Südostasienspielen in Phnom Penh in 13,59 s die Bronzemedaille hinter den Vietnamesinnen Huỳnh Thị Mỹ Tiên und Nguyên Bùi Thị. Anschließend schied sie bei den Asienmeisterschaften in Bangkok mit 13,68 s im Vorlauf aus und kam auch bei den World University Games in Chengdu mit 13,87 s nicht über die Vorrunde aus. Im August schied sie bei den Weltmeisterschaften in Budapest mit 13,54 s in der ersten Runde aus und verpasste im September bei den Asienspielen in Hangzhou mit 13,92 s den Finaleinzug. 2025 belegte sie bei den Asienmeisterschaften in Gumi in 13,32 s den vierten Platz.

## Persönliche Bestleistungen
- 100 m Hürden: 13,11 s (0,0 m/s), 28. Mai 2025 in Gumi
  - 60 Meter (Halle): 8,24 s, 12. Februar 2023 in Astana